# Britanske podmornice klase J
Klasa J je oznaka za klasu britanskih oceanskih podmornica, izrađenih za potrebe kraljevste mornarice.

## Razvoj
Podmornice klase J nastale su kao rezultat nastojanja britanskog Admiraliteta da dobije podmornice koje će imati sposobnosti oceanskog djelovanja, ali isto tako koje će biti u stanju pratiti površinsku flotu. Zbog ovog posljednjeg zahtjeva morale su razvijati 25% do 30% veće brzine od onih koje su tada razvijale najbrže oceanske podmornice klase E. Inicijalni razlog za razvoj takve, flotne podmornice bila je informacija da Njemačka već posjeduje takve podmornice koje mogu razviti površinsku brzinu od 22 čvora. Razvojni program ovih podmornica započet je već početkom 1915. Posao na izgradnji te klase od koje se puno očekivalo povjeren je brodogradilištima u Portsmouthu (J1, J2), Pembrokeu (J3, J4) i Devenportu (J5, J6 i J7). Prve dvije podmornice porinute su u Portsmouthu istog dana 6. studenog 1915., a kompletirane i isporučene mornarici u travnju i lipnju 1916. Sve podmornice klase J završene su tijekom 1916. i isporučene mornarici osim podmornice J7, koja je namjenski građena za australsku mornaricu i završena je u studenom 1917.

## Dizajn
Po tehničkim karakteristikama, za klasu J se može reći da je unijela određene novine u brodograđevni koncept gradnje podmornica. U prvom redu se to odnosi na njezine dimenzije i deplasmane, sustav propulzije, instaliranu snagu pogona te novi dizajn rasporeda torpednog naoružanja. Sliku i predodžbu o velikoj podmornici nadopunjavao je veliki borbeni komplet i posada od čak 44 člana.

S tehničke točke gledišta, klasa J je iznimno zanimljiva zbog sljedećih činjenica:
- bila je to prva i ujedno jedina britanska klasa podmornica s tri osovine;
- čak 56% duljine njezine konstrukcije bilo je obuhvaćeno dvostrukim trupom;
- pogonski kompleks bio je razdijeljen u tri strojarske prostorije;
- dizelski motori su prenosili snagu na sve tri osovine;
- električni motori (smješteni u srednjoj strojarnici) pokretali su samo na bočne osovine;
- bila je to prva britanska klasa podmornica s četiri pramčane torpedne cijevi;
- prva u seriji J1 bila je opremljena krmenim uređajem za izbacivanje dubinskih bombi;
- u njihovoj gradnji korišteni su konstrukcijski elementi drugih klasa gdje god je to bilo tehnički moguće.

## Povijest korištenja
Na probnim plovidbama podmornice su uspjele dostići maksimalnu brzinu od samo 19 čvorova, što je procijenjeno nedovoljnim. Unatoč maksimalnom doplovu od čak 5000 NM (minimalnom brzinom), podmornice su proglašene neperspektivnima za tražene zadaće eskorta površinske flote pa su uglavnom zadržane na oceanskim ophodnjama tijekom 1. svjetskog rata. Zbog nemogućnosti da postignu tražene brzine od barem 22 čvora, nisu mogle biti klasificirane kao flotne podmornice već su ostale u klasi oceanskih podmornica. Sve podmornice osim J6 preživjele su rat. Nakon sudara s britanskim Q lovcem podmornica Cymric (naoružana kočarica - mamac) potonula je u Sjevernom moru. Ostalih 6 podmornica prodano je RM Australije u razdoblju od siječnja do ožujka 1919. godine.

## Poveznice
|  | Zajednički poslužitelj ima stranicu o temi British J class submarine    |
|  | Zajednički poslužitelj ima još gradiva o temi British J class submarine |